# Piotr Pilch
Piotr Pilch (ur. 8 grudnia 1965 w Przemyślu) – polski polityk, nauczyciel i samorządowiec, w latach 2017–2018 wicewojewoda podkarpacki, od 2018 wicemarszałek województwa podkarpackiego.

## Życiorys
Syn Tadeusza i Aleksandry. Urodził się w Przemyślu, gdzie spędził dzieciństwo. Ukończył studia w Wyższej Szkole Pedagogicznej w Krakowie na kierunku geografia oraz podyplomowe studia w Wyższej Szkole Informatyki i Zarządzania w Rzeszowie z zakresu zarządzania oświatą i edukacji dla bezpieczeństwa. Zawodowo związany z oświatą. W latach 2007–2016 był wicedyrektorem Podkarpackiego Centrum Edukacji Nauczycieli w Rzeszowie do spraw oddziału w Przemyślu. W maju 2016 został pełniącym obowiązki dyrektora tej instytucji, a we wrześniu 2016 po wygraniu konkursu objął stanowisko jej dyrektora.
Zaangażował się w działalność polityczną w ramach Prawa i Sprawiedliwości. 7 lutego 2017 powołany na stanowisko wicewojewody podkarpackiego. Pełnił tę funkcję do 29 stycznia 2018, kiedy to został wybrany do zarządu województwa podkarpackiego. Z listy swojego ugrupowania w wyborach w 2018 uzyskał mandat radnego sejmiku podkarpackiego VI kadencji. W nowej kadencji objął funkcję wicemarszałka województwa.
W wyborach do Parlamentu Europejskiego w 2019 bezskutecznie ubiegał się o mandat posła do Parlamentu Europejskiego z okręgu obejmującego województwo podkarpackie. Wystartował następnie z ramienia PiS do Sejmu w wyborach w 2019 oraz 2023. W 2024 utrzymał mandat radnego sejmiku na okres VII kadencji, pozostając następnie na funkcji wicemarszałka.

## Życie prywatne
Jest żonaty, ma czworo dzieci.

## Odznaczenia
- Złoty Krzyż Zasługi (2025)[11]
- Złoty Medal za Zasługi dla Straży Granicznej (2023)[12]